# Lokálie
Lokálie (na Moravě a ve Slezsku zpravidla nazývaná lokální kaplanství nebo lokální kuracie) byla v minulosti duchovní správa s vlastním knězem mimo sídlo farnosti. Kněz ustanovený k výkonu duchovní správy v dotyčným místě se označoval jako lokalista (latinsky capellanus localis, na Moravě a ve Slezsku lokální kaplan, popřípadě lokální kurát), eventuálně se používalo označení expozitura, a pro kněze se používalo označení expozita. 

## Charakteristika
Na rozdíl od farností se lokálie lišily tím, že nebyly samostatné, ale patřily pod určitou farnost v jiné obci. Na rozdíl od filiálek (s filiálním kostelem) měly lokálie vlastního kněze.
Lokálie vznikaly za vlády Josefa II. v rámci politiky zahušťování duchovní správy. Jejich zřízení bylo administrativně jednodušší a finančně méně nákladné než zřízení farnosti; financování pocházelo většinou z náboženského fondu. V naprosté většině byly později (v průběhu 19. století a počátku 20. století, hromadně zejména v 50. letech 19. století) povýšeny na samostatnou farnost.